# یوجین میرمن
یوجین میرمن (انگلیسی: Eugene Mirman؛ زادهٔ ۲۴ ژوئیهٔ ۱۹۷۴) یک هنرپیشه، و صدا پیشه اهل ایالات متحده آمریکا است.